# Кингстедт, Сёльве
Сёльве Кингстедт (швед. Sölve Kingstedt; 22 февраля 1932, Сандарне, лен Евлеборг — 25 января 2021, Стокгольм) — шведский кларнетист.
Начал учиться музыке в 1945 году в музыкальной школе Хельсингского пехотного полка Сухопутных войск Швеции, до начала 1960-х гг. выступал в составе военных оркестров. Окончил Королевскую высшую музыкальную школу в Стокгольме (1958). В 1961—1964 гг. солист Симфонического оркестра Евле, в 1964—1976 гг. кларнетист и саксофонист Симфонического оркестра Шведского радио, в 1976—1979 гг. солист Придворной капеллы, после 1979 года — Стокгольмского филармонического оркестра. С 1964 года преподавал в Королевской высшей музыкальной школе, где среди его учеников был Мартин Фрёст. Участвовал в записи Большого септета для струнных и духовых Франца Бервальда (1993), трио для кларнета, виолончели и фортепиано Свена Эрика Юхансона и других камерных произведений.
С 1987 года действительный член Шведской королевской музыкальной академии.